# Sport w Sosnowcu

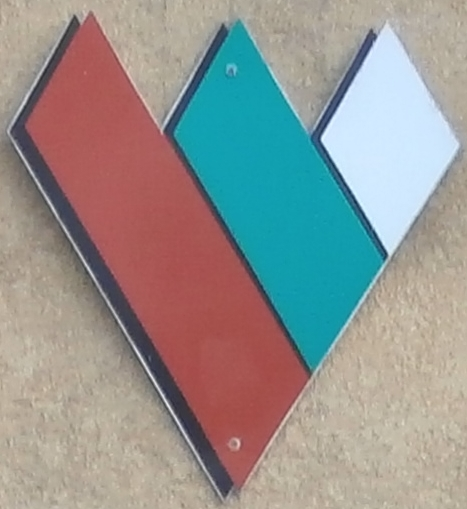
Barwy klubu piłkarskiego Zagłębie Sosnowiec

Sosnowiec to miasto z tradycjami sportowymi. Pierwszy klub sportowy na terenach obecnego miasta powstał w 1903 roku – był to KS Milowice – protoplasta obecnego Zagłębia Sosnowiec.
Do największych sukcesów sosnowieckiego sportu należą Pucharu Europy Mistrzów Krajowych Płomienia Milowice w 1978 roku, czy mistrzostwo Europy w rywalizacji drużynowej w 2003 roku szabliści MOSiR Sosnowiec, czternaście tytułów mistrza Polski piłkarek Czarnych Sosnowiec, pięć tytułów mistrza polski hokeistów Zagłębia Sosnowiec, dwa tytuły mistrzowskie drużyny koszykarskiej Zagłębia, pięć tytułów mistrzowskich siatkarek Płomienia Milowice, dwa tytuły mistrzowskie siatkarzy Płomienia zdobyli dwa tytuły mistrzów Polski. Piłkarze Zagłębia mogą poszczycić się czterema zwycięstwami w rozgrywkach o Puchar Polski, a także czterokrotnie byli wicemistrzami Polski.

## Wszystkie kluby sportowe według dyscypliny (alfabetycznie)[1][2][3]
W 2015 roku w Sosnowcu zarejestrowanych było 60 klubów sportowych. Dziewięć spośród nich ma drużyny rywalizujące w ogólnopolskich rozgrywkach w grach zespołowych. Większość z nich korzysta z pomocy Gminy Sosnowiec w zakresie realizacji zadań publicznych dotyczących wspierania i upowszechniania kultury fizycznej.

### Futsal

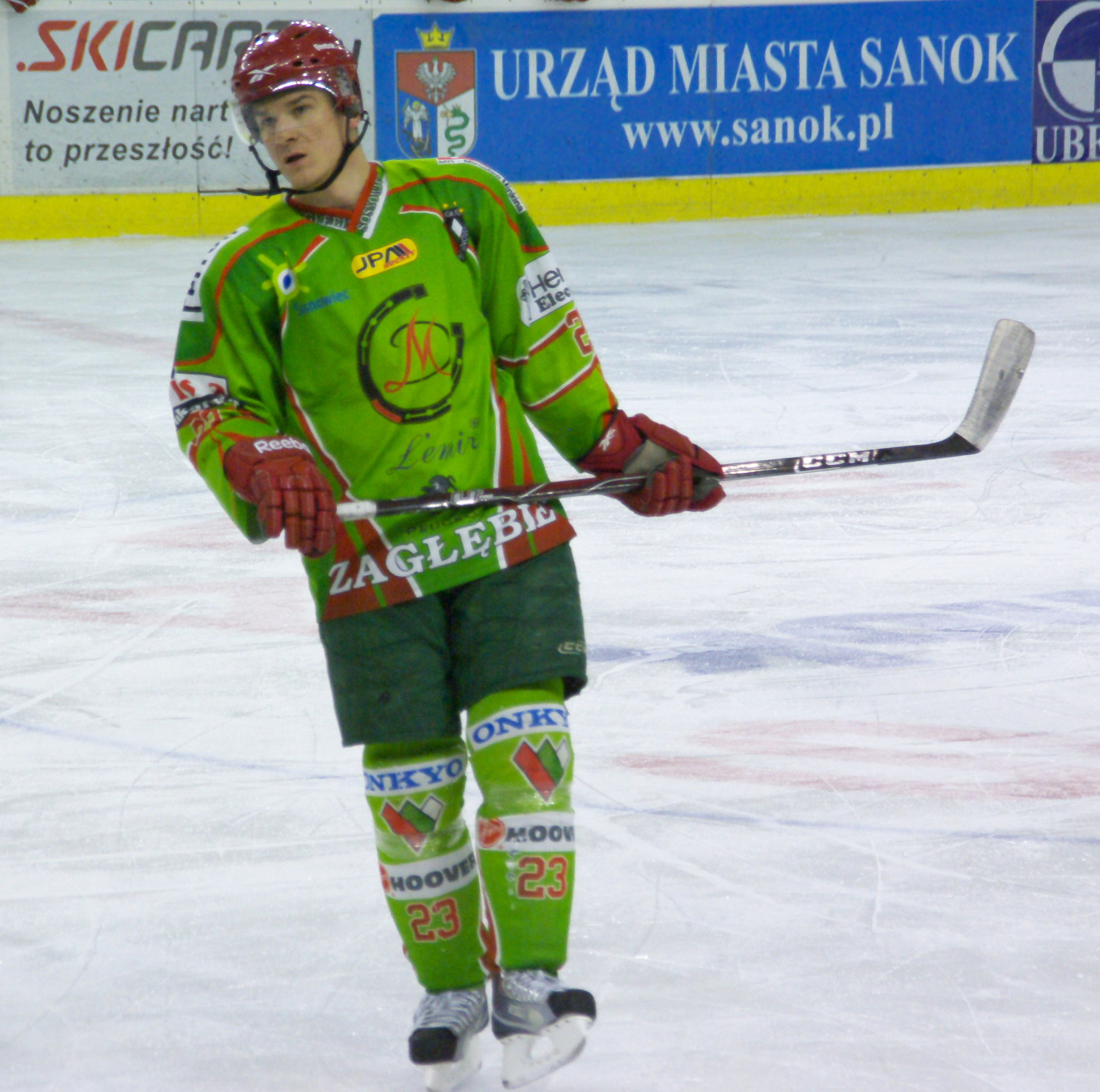
Andrzej Banaszczak, hokejowy klub Zagłębie Sosnowiec

- Irex Sosnowiec

### Hokej
- SMS Sosnowiec – klub hokejowy; I miejsce na Mistrzostwach Świata Dyw. II Gr. A Juniorów do lat 20 w 2003 roku - nieistniejący
- Zagłębie Sosnowiec – klub hokejowy

### Koszykówka
MB Zagłębie Sosnowiec - kobiecy klub koszykarski

### Piłka nożna

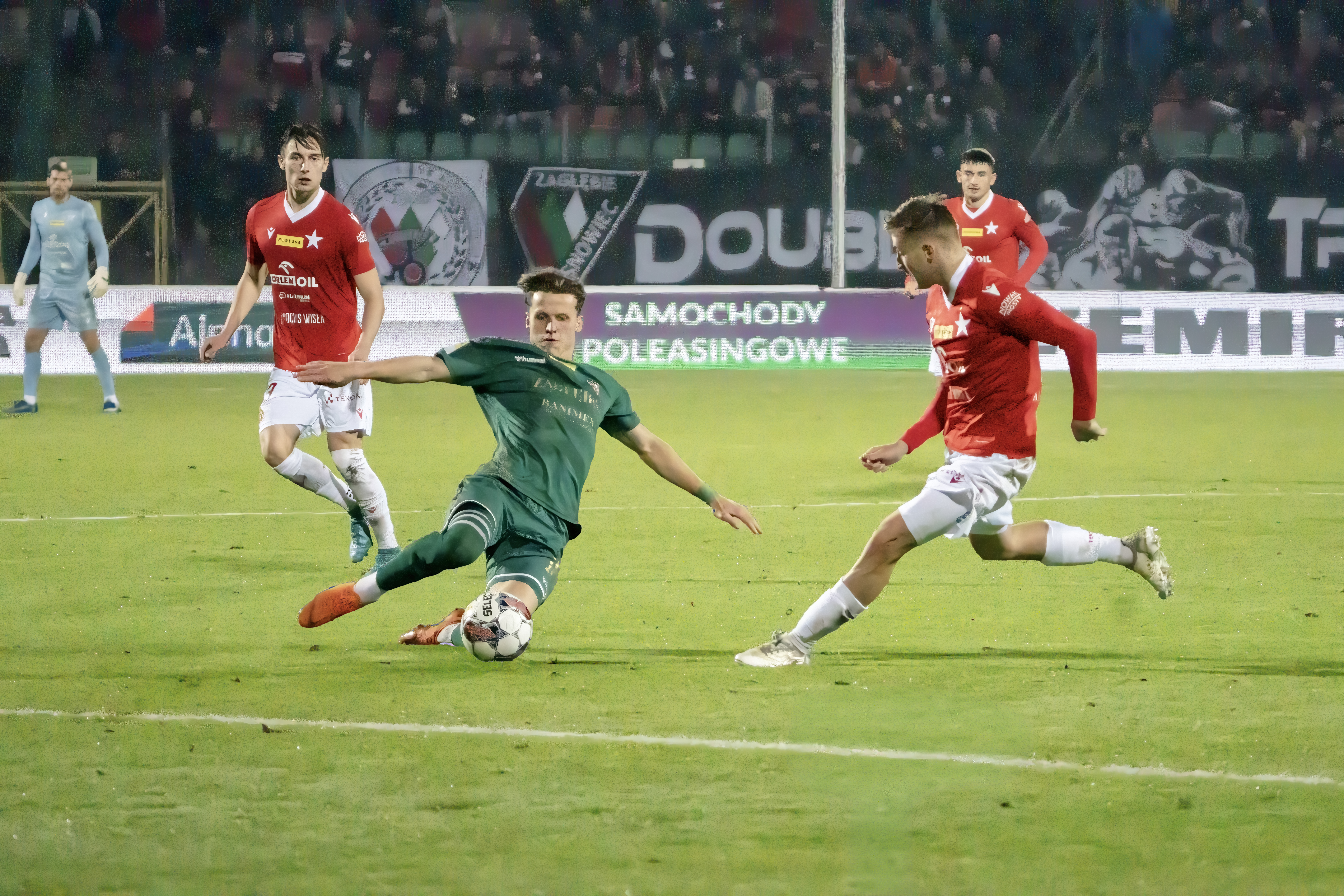
piłkarz Zagłębia Sosnowiec (zielony strój) podczas meczu na Stadionie Ludowym

- AKS Niwka Sosnowiec – męski klub piłkarski, w sezonie 1984/85 grał w II lidze
- Czarni Sosnowiec – męski i żeński klub piłkarski
- Górnik Sosnowiec – klub powstał z połączenia Górnika Zagórze i Górnika Klimontów
- Zagłębie Sosnowiec – męski klub piłkarski
- Zew Sosnowiec – klub piłkarski (1961–1991 jako GKS Górnik Kazimierz; nazywany także Zew Kazimierz[5])[6]

### Piłka nożna plażowa
- Tonio Team Sosnowiec 2 miejsce w 2016 roku w ekstraklasie w piłce nożnej plażowej

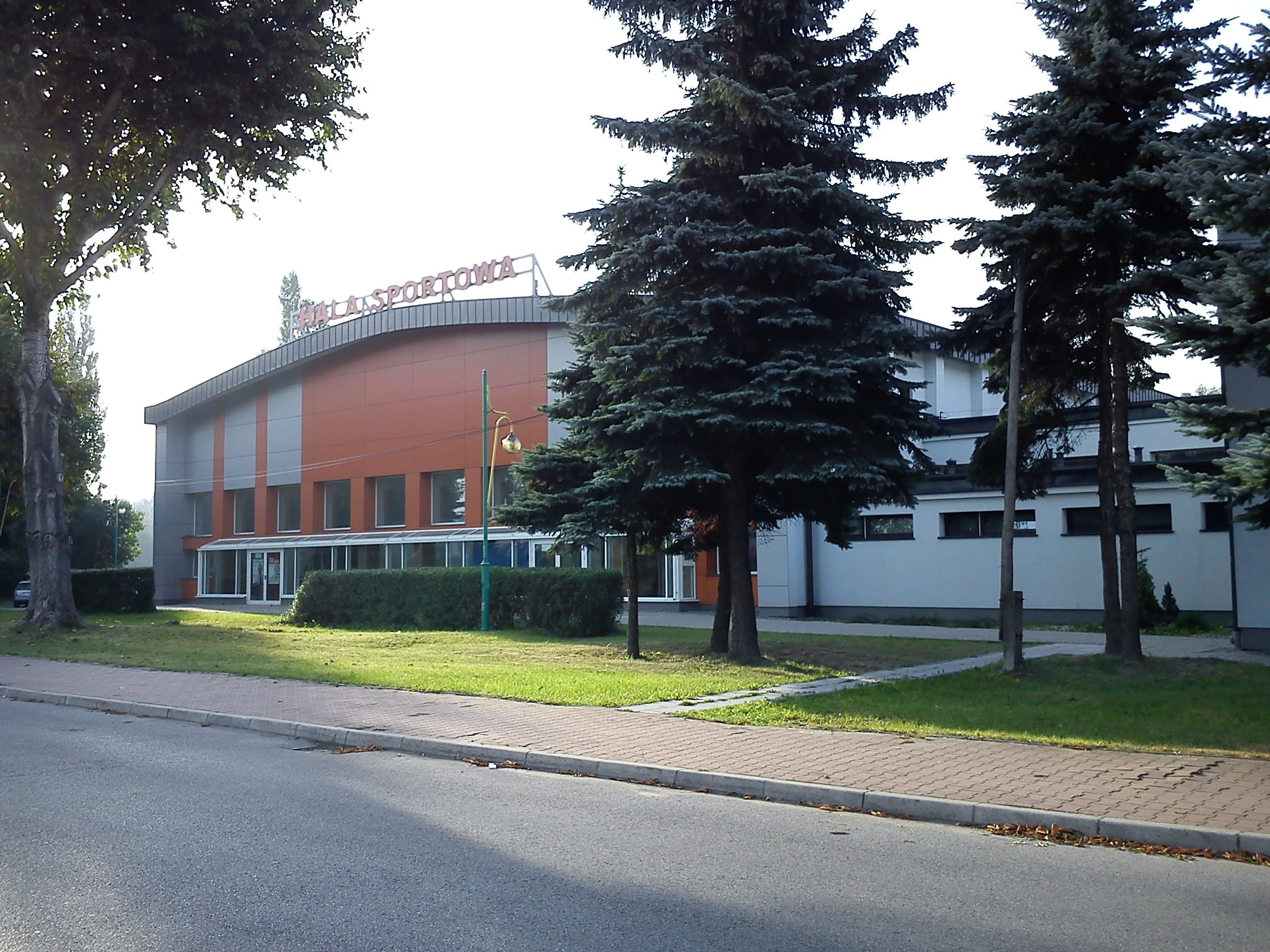
Hala sportowa MOSiR w Milowicach

### Piłka siatkowa
- M.T.S. Płomień Milowice - sekcja młodzieżowej piłki siatkowej Akademia Siatkówki Płomień Milowice
- AH Płomień Sosnowiec – kobiecy klub siatkarski
- Trans - Ann Płomień Sosnowiec – kobiecy klub siatkarski[7]

### Piłka ręczna
- SPR Zagłębie Sosnowiec – klub piłki ręcznej seniorów i młodzieży

### Pływanie
- KS Górnik Sosnowiec[8]
- UKS Huragan Sosnowiec

### Rugby
- Rugby Klub Koliber Sosnowiec – lider klasyfikacji PLR7 sezon 08/09, I m-c PLR7 sezon 07/08, Wicemistrz Polski Kadetów 06/07

### Sporty motorowe

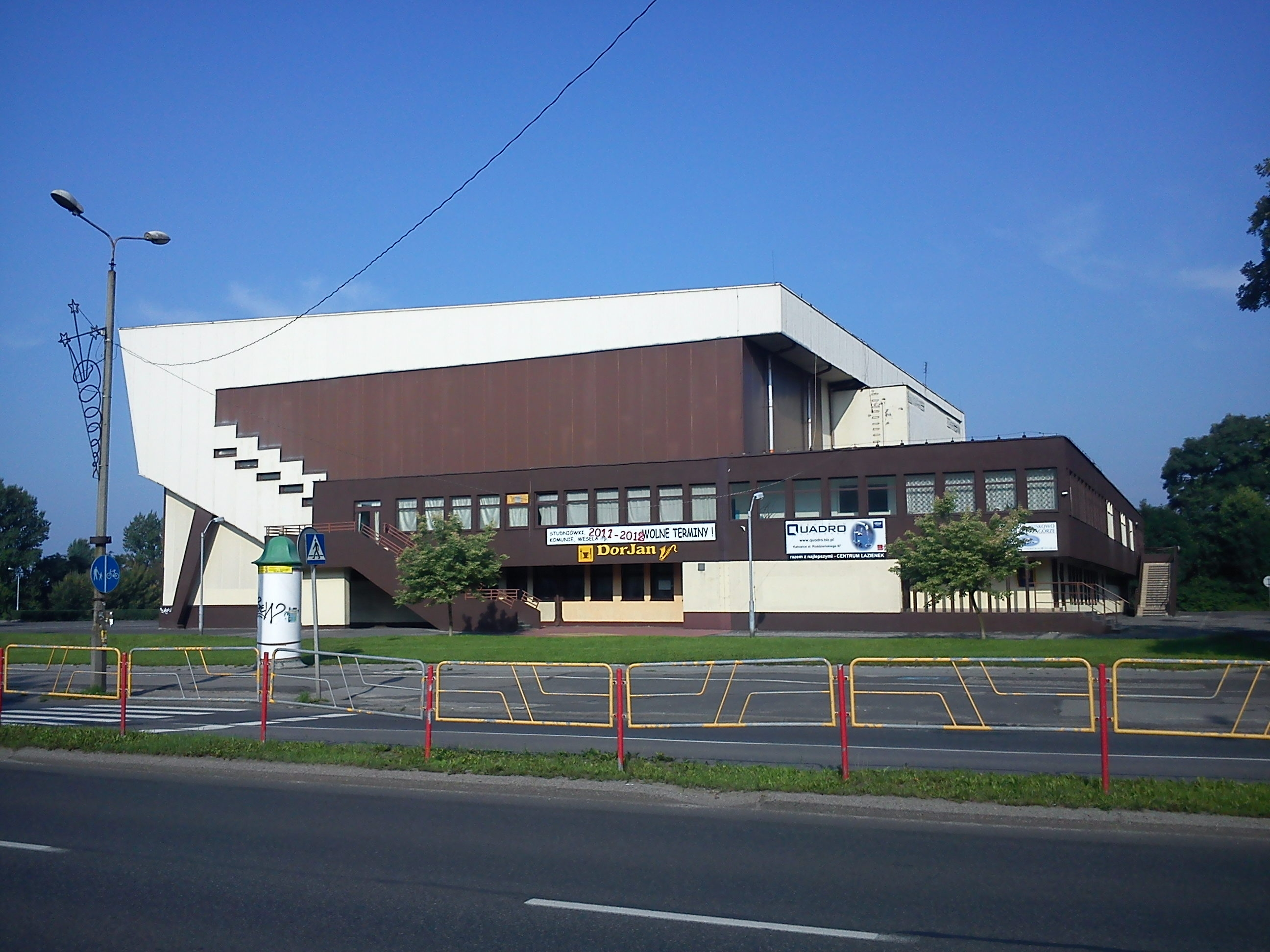
Hala sportowa MOSiR w Zagórzu

- Sosnowiecki Klub Motocrosowy

### Sporty i sztuki walki
- AKS Niwka Sosnowiec – klub kick-boxingu
- KS Budowlani Sosnowiec – klub judo i ju-jitsu[8]
- M.T.S. Płomień Milowice - klub judo, bjj, mma, muay thai
- KS Górnik Sosnowiec – klub bokserski[8]
- KS Wataha Fight Club[8]
- Oyama Karate Sosnowiec[8]
- Sosnowiecki Klub Karate – Karate Kyokushinkai[8]
- Gymnazion: Muay Thai Sosnowiec

### Lekkoatletyka
- MKS MOS Płomień Sosnowiec – klub lekkoatletyczny[8]

### Szermierka
- Miejski Klub Szermierczy FORTIS Sosnowiec[8]
- TMS Zagłębie Sosnowiec
- Towarzystwo Miłośników Szermierki Zagłębie Sosnowiec[8]
- Zagłębiowski Klub Szermierczy[8]

### Tenis stołowy
- UKS Dwójka Sosnowiec
- UKS Huragan Sosnowiec

### Pozostałe

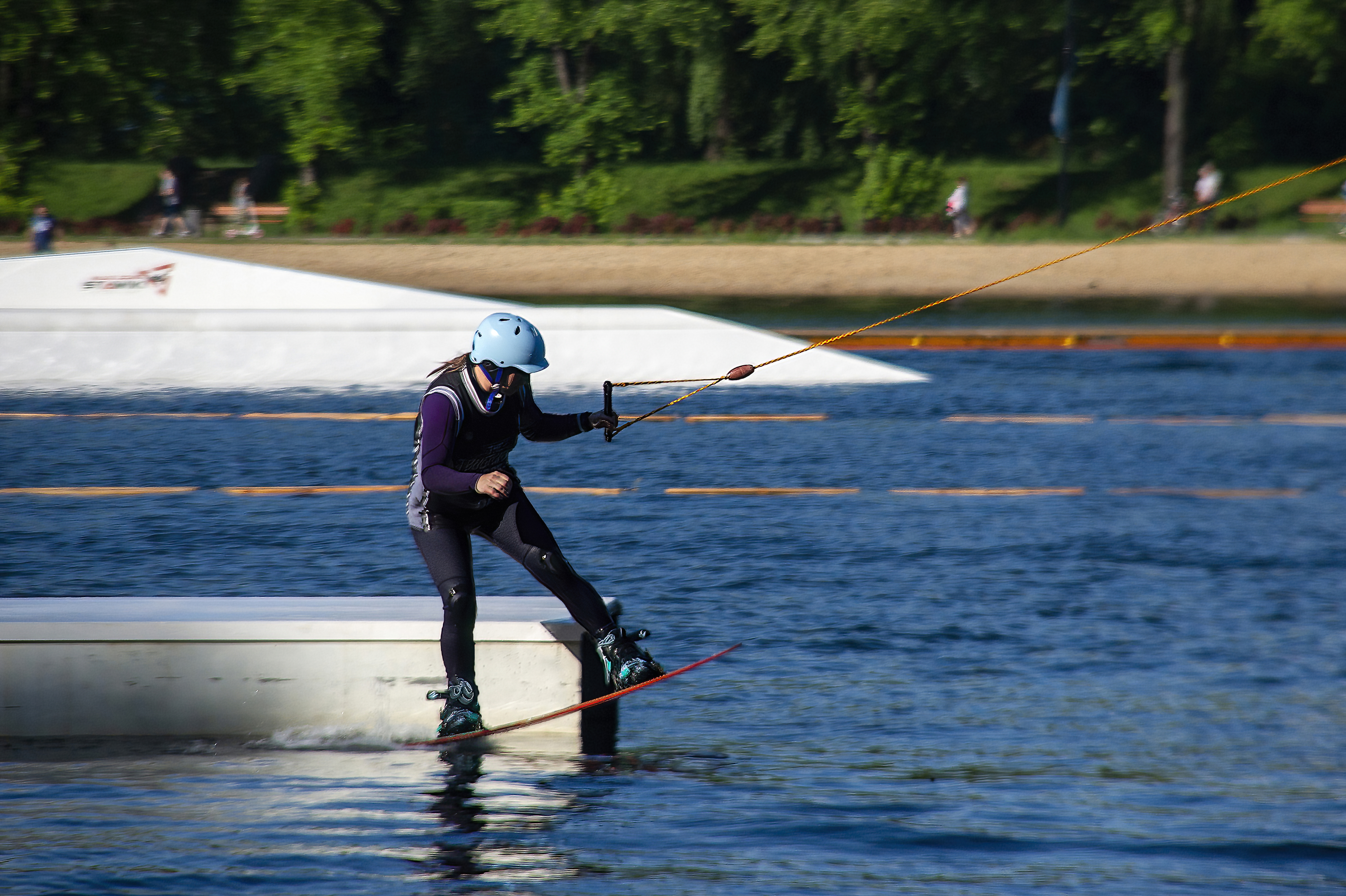
Zawody w skateboardingu Streets of Mediateka

- FILAR Sosnowiec – kobiecy klub koszykówki
- MUKS Dorado WOPR
- UKS Huragan Sosnowiec – klub pływacki, klub tenisa stołowego
- UKS Grupa Kolarska Sosnowiec – klub kolarski
- UKS MOSiR Sosnowiec – klub łyżwiarstwa figurowego
- Falcon Sosnowiec – klub bilardowy
- Klub Sportowy Wake Zone Stawiki
- Klub Akademii Gimnastyki Artystycznej Sosnowiec
- Klub bilardowy Dekada Sosnowiec

## Kluby nieistniejące
- Górnik Sosnowiec – męski klub piłki nożnej[9]
- Kolejarz Sosnowiec – męski klub piłki nożnej[9]
- Kotlarz Sosnowiec – męski klub piłki nożnej[9]
- Płomień Milowice
- Polonia Sosnowiec – męski klub piłki nożnej[10]
- SMS I PZHL Sosnowiec - męski klub hokeja na lodzie
- SMS II PZHL Sosnowiec - męski klub hokeja na lodzie
- SMS PZPS I Sosnowiec – kobiecy klub siatkarski[11]
- SMS PZPS II Sosnowiec – kobiecy klub siatkarski[11]
- UKS MOS Kazimierz Płomień Sosnowiec – męski zespół siatkówki[12]

## Obiekty sportowe[13][14]

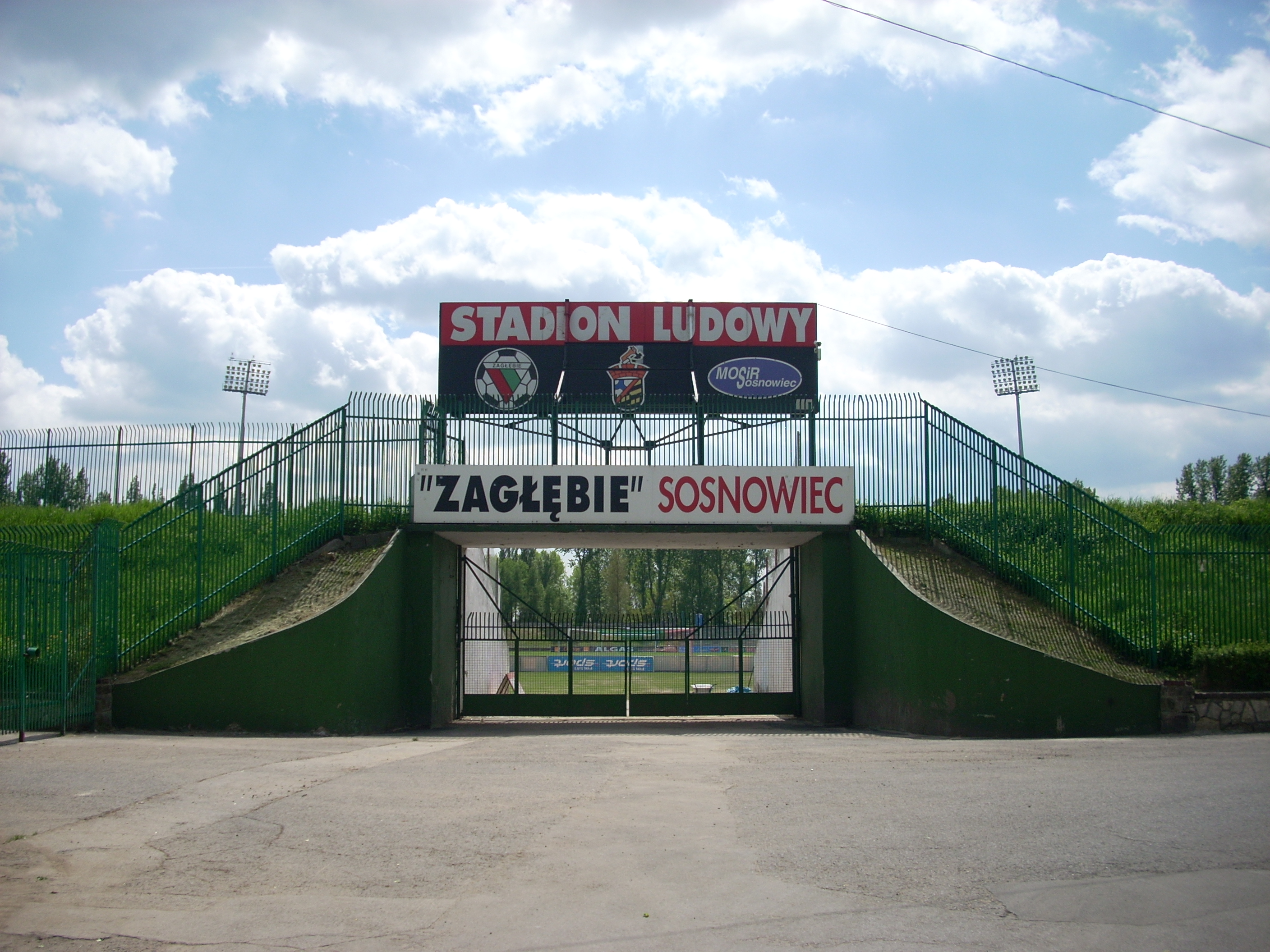
Stadion Ludowy przy ul. Kresowej

Główną instytucją w mieście jest Miejski Ośrodek Sportu i Rekreacji, który w 2015 roku administruje dwudziestoma obiektami sportowo-rekreacyjnymi. Wśród nich znajdują się: hale sportowe, boiska piłkarskie, pływalnie, korty tenisowe (2), lodowisko, skate parki (3), siłownie, a także stok narciarski i kąpielisko.
Na bazę sosnowieckich obiektów sportowych składają się także obiekty nieprowadzone przez MOSiR – między innymi: stadion lekkoatletyczny, hale do squasha, wyciąg do sportów wodnych, tory gokartowe czy ścianka wspinaczkowa. Sosnowiec posiada także rozbudowaną przyszkolną bazę sportową, wśród której wyróżniają się trzy kompleksy sportowe „Orlik”.

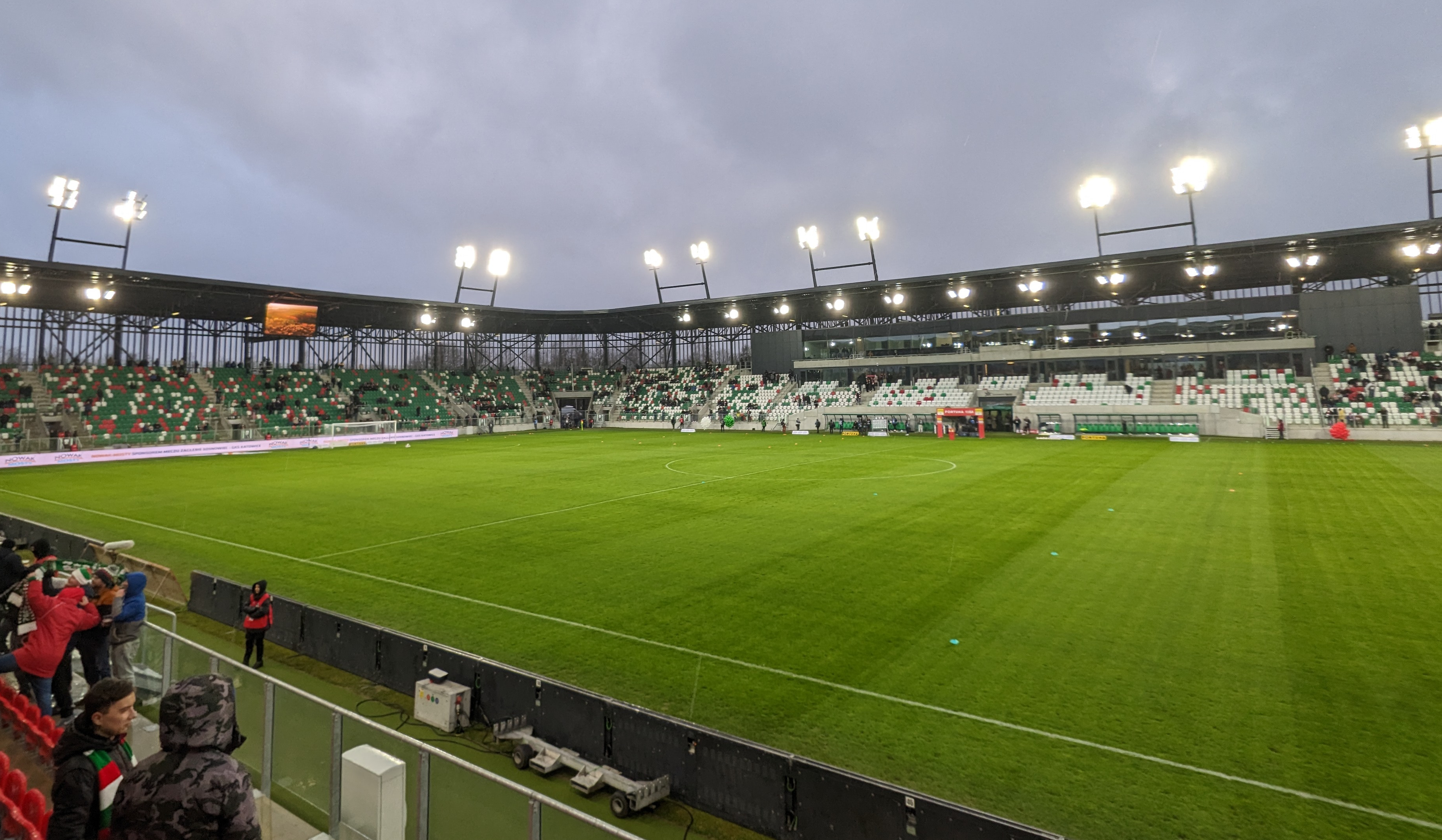
Stadion piłkarski w Zagłębiowskim Parku Sportowym

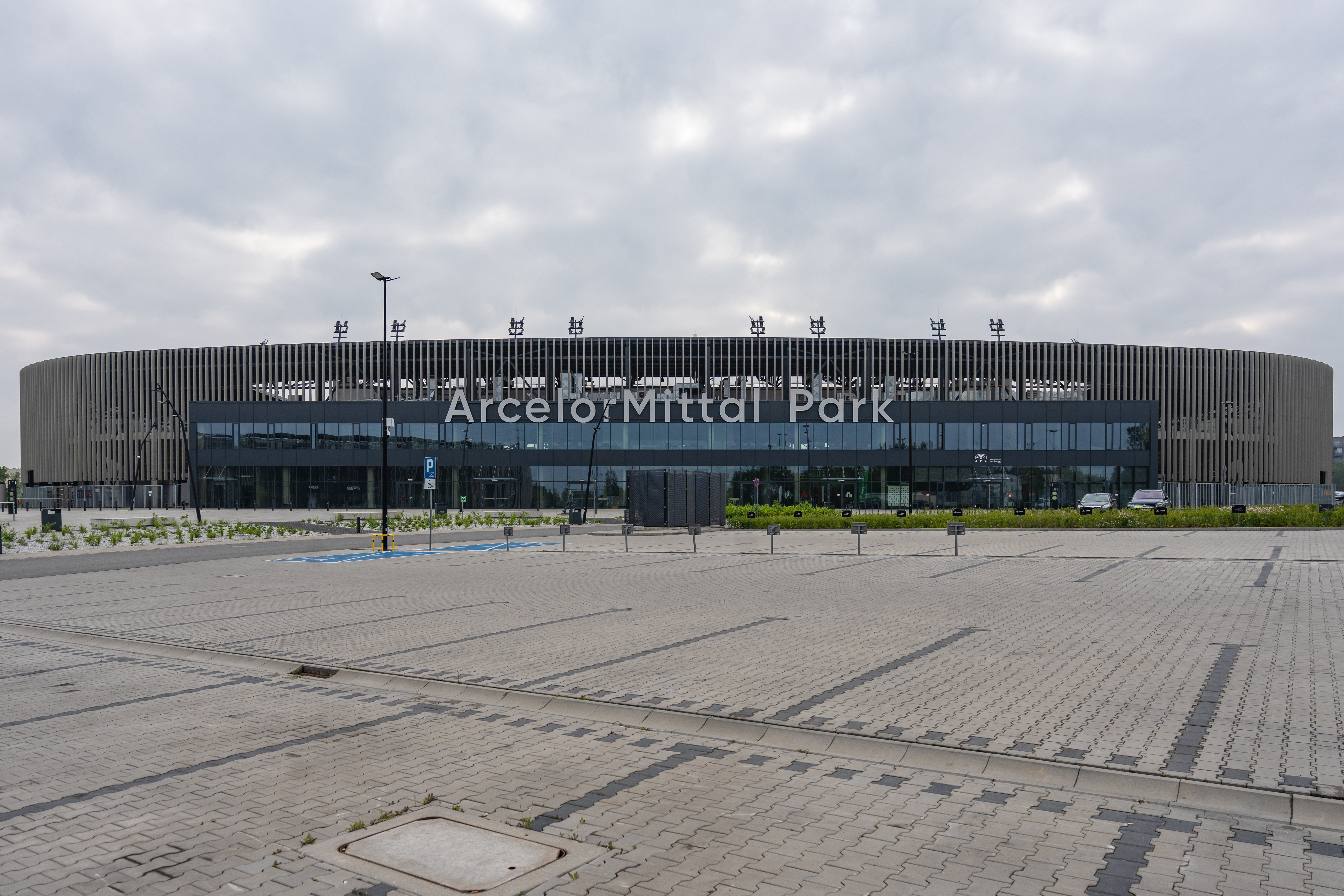
Stadion piłkarski w Zagłębiowskim Parku Sportowym

### Stadiony
- Stadion piłkarski w Zagłębiowskim Parku Sportowym

- Kompleks sportowy przy ulicy Kresowej w Starym Sosnowcu:
  - Stadion Ludowy
  - Orlik przy ulicy Kresowej
  - Całoroczna hala piłkarska
- Stadion Lekkoatletyczny przy alei Józefa Mireckiego 4
- Stadion im. Jana Ciszewskiego Czarnych Sosnowiec przy alei Józefa Mireckiego 41
- Stadion AKS Niwka Sosnowiec przy ulicy Orląt Lwowskich 70 w Niwce.
- Górnik Sosnowiec – stadion w Zagórzu
- Stadion Zimowy – arena Mistrzostw Świata, Europy i Polski w hokeju na lodzie i łyżwiarstwie figurowym[15],

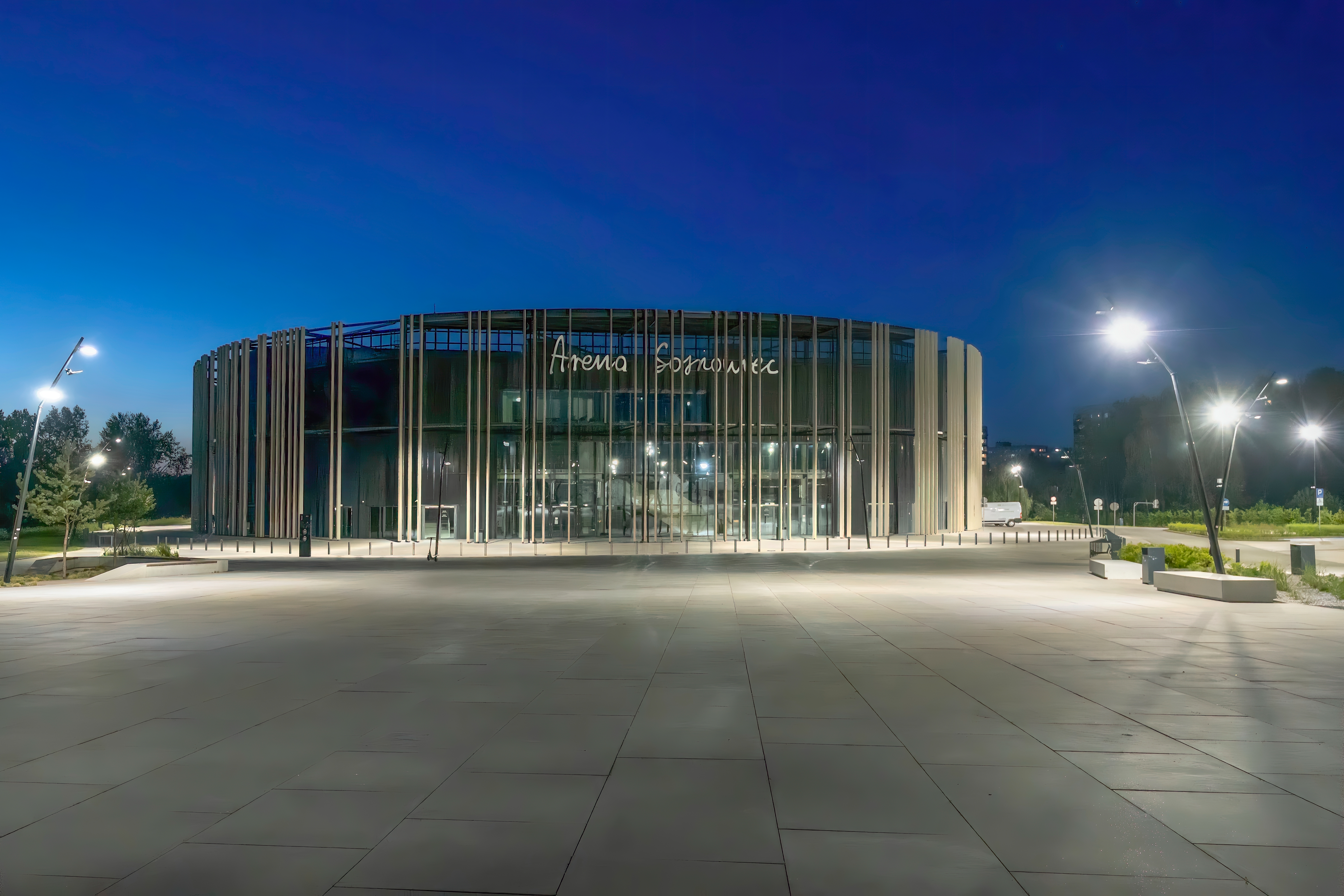
Sosnowiec Arena

### Hale sportowe
- Hala Arena Sosnowiec w Zagłębiowskim Parku Sportowym

- Hala widowiskowo-sportowa wraz z salką szermierczą przy ulicy Żeromskiego

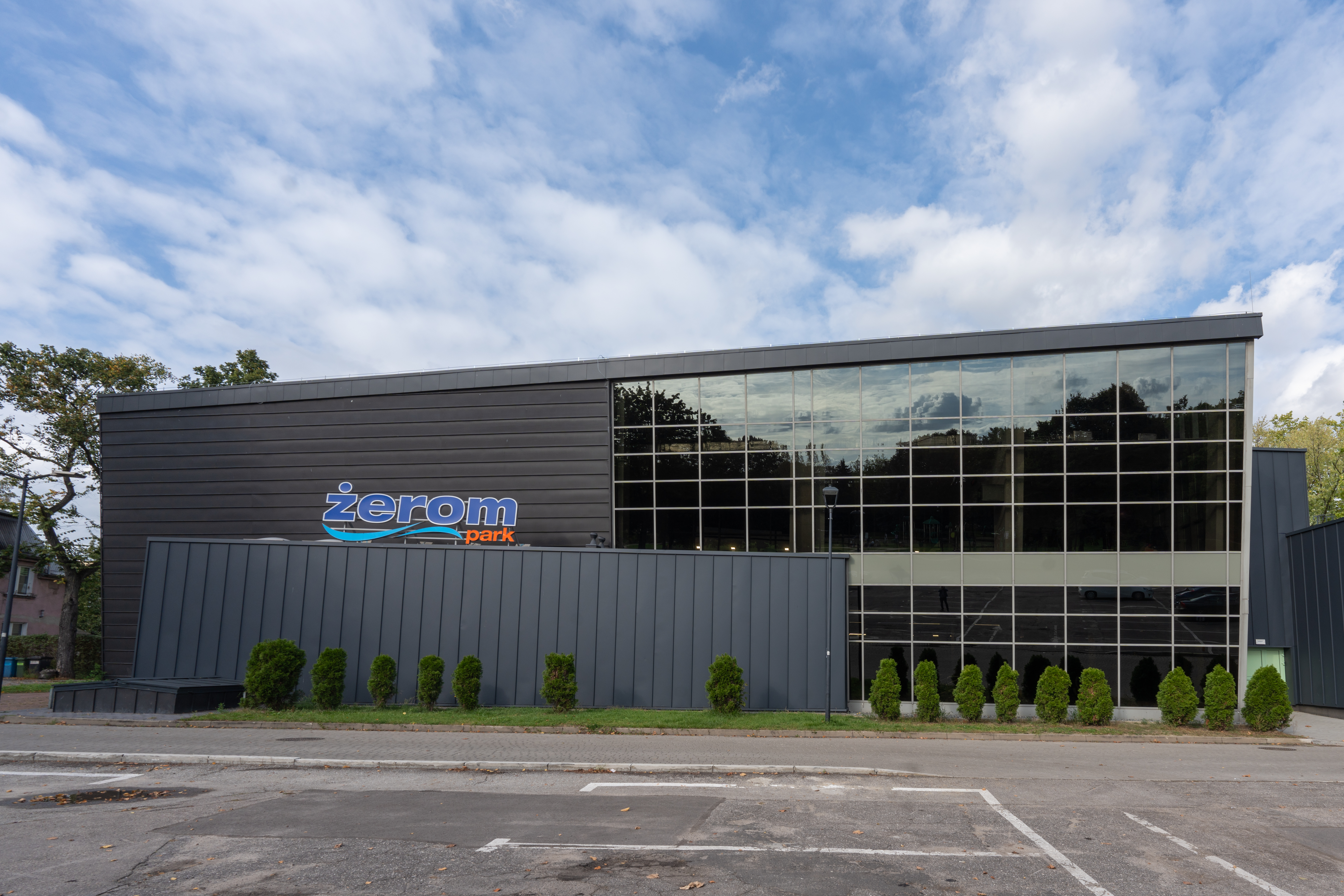
Centrum Aktywności Rodzinnej ŻeromPark

- Hala sportowa MOSiR w Milowicach
- Hala widowiskowo-sportowa „Zagórze”

### Pływalnie
- Kryta Pływalnia Żeromskiego
- Klimontowskie Centrum Aktywności Rodzinnej
- Kryta Pływalnia Bohaterów Monte Cassino
- Kąpielisko „Sielec”

### Lodowiska
- Stadion zimowy w Zagłębiowskim Parku Sportowym[16]
- Stadion zimowy w Sielcu

### Pozostałe

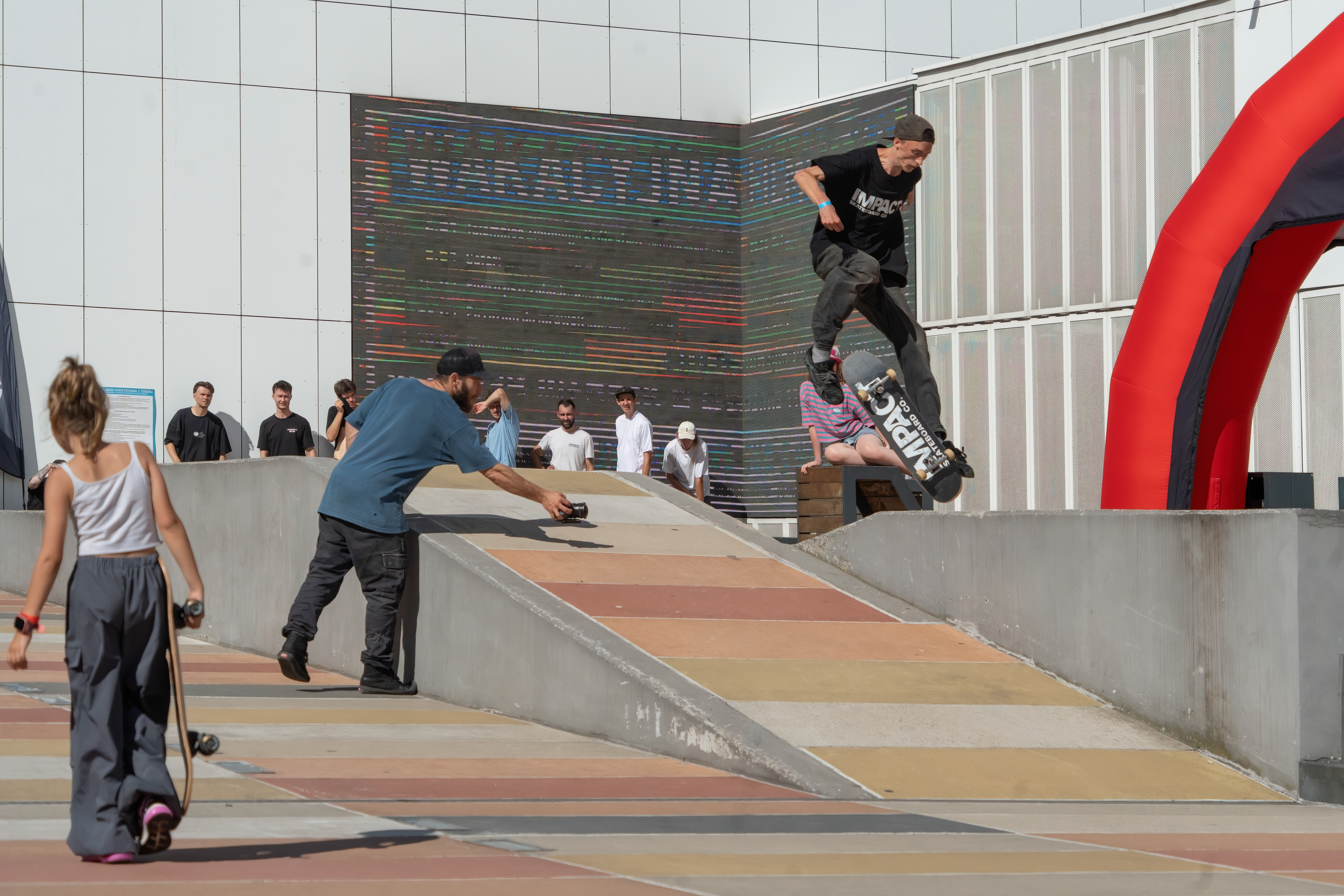
Zawody w skateboardingu Street of Mediateka

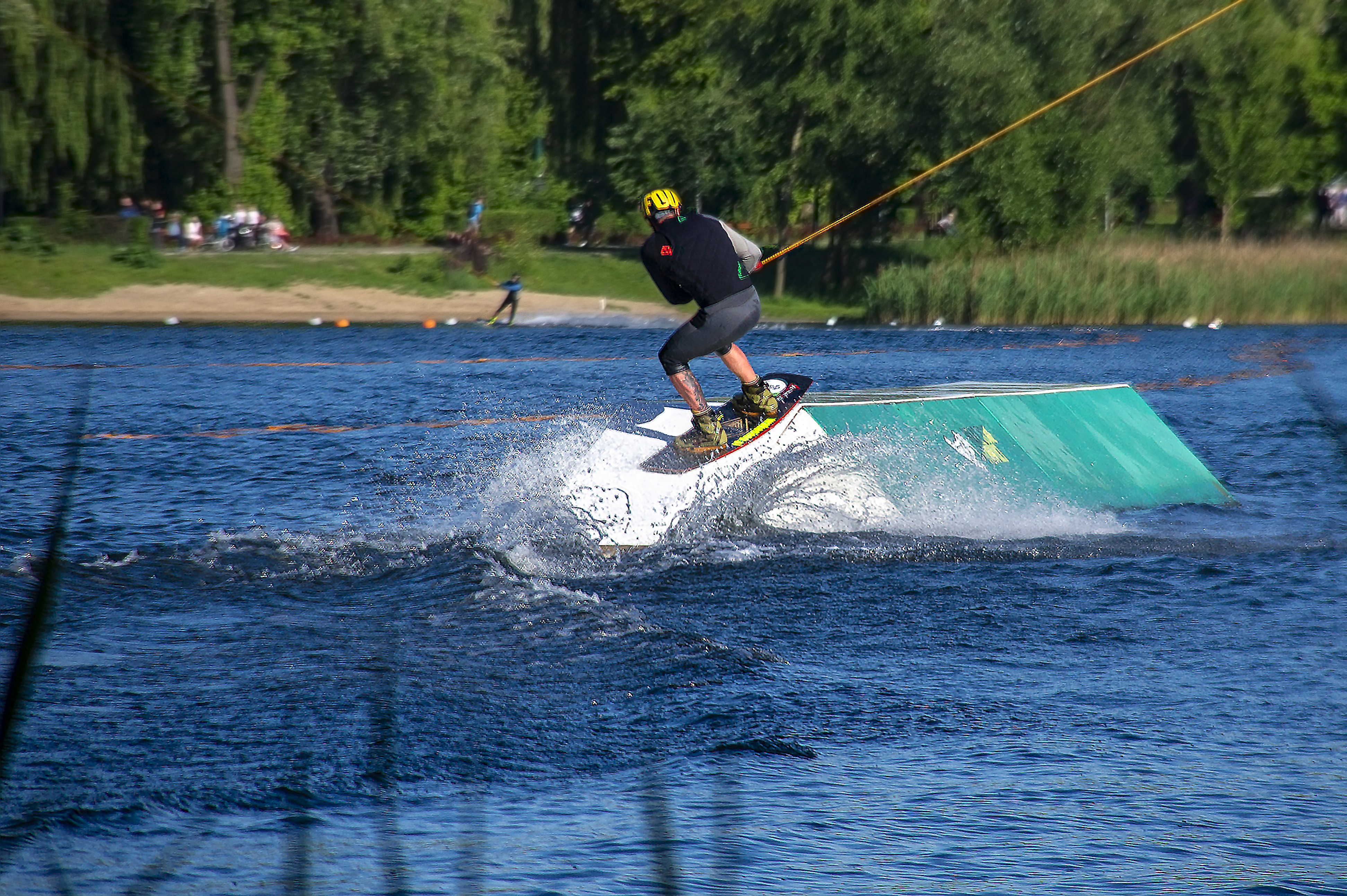
Wake Zone Stawiki

- Stok Narciarski Środula – sztuczny stok narciarski i snowboardowy w Parku Środula ul. 3 Maja 51
- Wake Zone Stawiki – wyciąg do sportów wodnych, arena Mistrzostw Polski[17], Mistrzostw Europy i Afryki[18], Mistrzostw Świata w wakeboardzie[18]
- Sosnowieckiego Centrum Wspinaczkowe Sport Poziom 450 - arena Akademickich Mistrzostw Polski[19],
- Skate Park – arena Extremalnej Bitwy o Sosnowiec – Eliminacji Deskorolkowych Mistrzostw Polski,

## Najważniejsze cykliczne zawody sportowe
- Bike Athelier Triathlon

## Znani sportowcy sosnowieckich klubów[3]

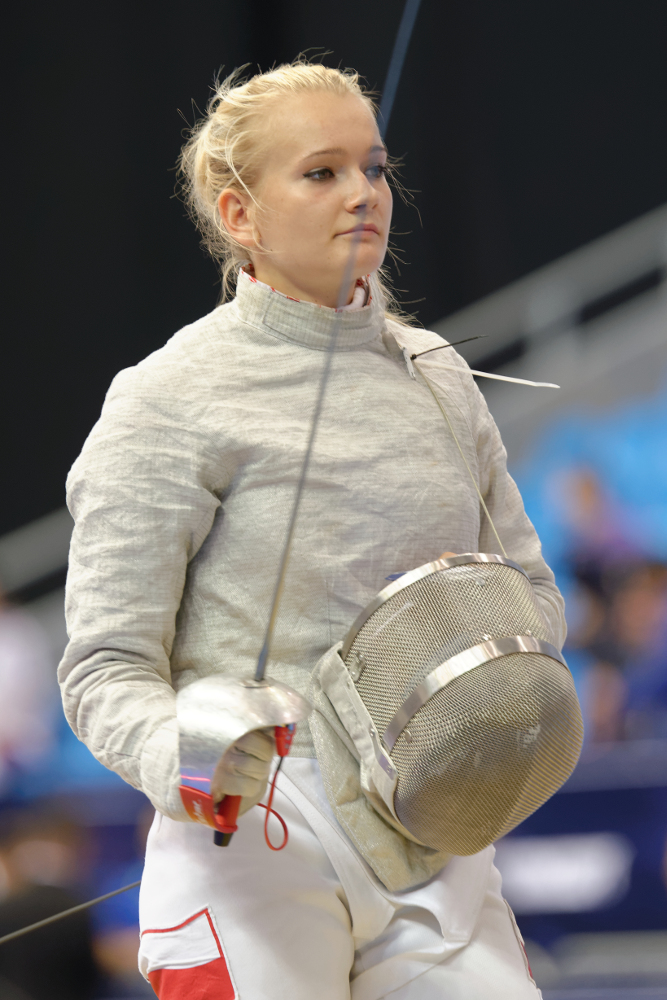
Agnelika Wątor

- Ryszard Bosek – siatkarz, mistrz olimpijski,
- Wiesław Gawłowski – siatkarz, mistrz olimpijski,
- Włodzimierz Sadalski – siatkarz, mistrz olimpijski,
- Zbigniew Zarzycki; – siatkarz, mistrz olimpijski,
- Wojciech Rudy – piłkarz, srebrny medalista olimpijski,
- Krystyna Czajkowska-Rawska – siatkarka, podwójna brązowa medalistka olimpijska,
- Marek Cholewa – hokeista,
- Wiesław Jobczyk – hokeista,
- Stanisław Klocek – hokeista,
- Jarosław Morawiecki – hokeista,
- Włodzimierz Olszewski – hokeista,
- Krzysztof Podsiadło – hokeista,
- Henryk Pytel – hokeista,
- Andrzej Świątek – hokeista,
- Andrzej Zabawa – hokeista,
- Justyna Węglorz – koszykarka,
- Andrzej Jarosik – piłkarz,
- Leszek Molenda – siatkarz,
- Rafał Sznajder – szermierz.
- Angelika Wątor – szermierz